# Richard R. Schrock

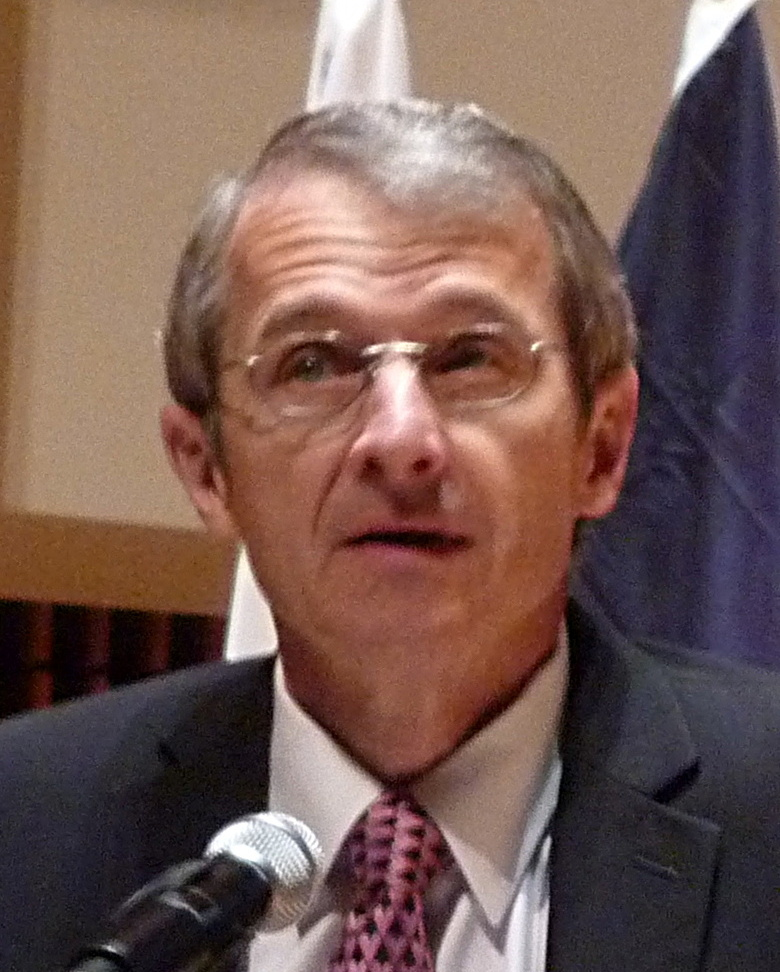

Richard R. Schrock (sinh 4 tháng 1 năm 1945) là một nhà hóa học người Mỹ. Ông ra trường năm 1967 với bằng về hóa học của Đại học California tại Riverside, năm 1971 ông nhận bằng tiến sĩ của Đại học Harvard, sau đó ông đến Đại học Cambridge để học thêm dưới sự chỉ dẫn của Lord Jack Lewis. Năm 1972 ông làm việc cho công ty DuPont và sang năm 1975 ông gia nhập Học viện Kỹ thuật Massachusetts (MIT). Ông giữ ghế Giáo sư Hóa học Frederick G. Keyes tại MIT từ năm 1989 đến nay.
Năm 2005, ông được trao giải Nobel Hóa học cùng với Robert H. Grubbs và Yves Chauvin.